# Ilias Bergal
Pas d'image ? Cliquez ici

a Compétitions nationales et continentales officielles uniquement.

b Matchs officiels uniquement.
Dernière mise à jour le 19 juillet 2025.
Ilias Bergal (en arabe : إلياس بيرغال), né le 6 avril 1996 à Perpignan, est un joueur de rugby à XIII et international algérien de rugby à XV et à sept. Il évolut aux postes d'ailier ou de centre au sein de l'effectif du XIII Baroudeur de Pia.

## Biographie

### Carrière en club
Ilias Bergal né le 6 avril 1996 à Perpignan en France. Il grandit à Rivesaltes dans une famille d'origine algérienne,. Son père Canary Bergal, est un ancien joueur de rugby à XIII de Fenouillet et Saint-Estève, il a deux petits frères, Rayan et Yasim, qui sont jumeaux et une sœur.
Dans sa jeunesse, il s'essaie au football à l'AS Perpignan-Méditerranée puis au rugby à XV à Rivesaltes. Il rejoint ensuite le rugby à XIII et intègre l'équipe des moins de 19 ans des Dragons Catalans, club dans lequel son père travaille et a un passé de sportif en rugby à XIII (à Fenouillet et Saint-Estève). Ses prédispositions physiques lui permettent d'intégrer également l'équipe de France junior. Il évolue ensuite à Saint-Estève XIII Catalan, l'équipe réserve des Dragons Catalans évoluant dans le Championnat de France, et y remporte une Coupe de France en 2016 sans toutefois avoir participé à la finale. 
En 2017, il effectue une pige de six matchs avec Swinton en Championship puis rejoint le club de Leigh. Sa performance à Swinton a été tellement satisfaisante que le club le reprend la saison suivante.
Fin 2018, le joueur rentre en France et signe à Toulouse pour la saison 2019 du Championship.

### Carrière internationale
Avec l'équipe de France à XIII, en 2017, il est intégré à la liste des réservistes dans le cadre de la Coupe du monde 2017. Il est finalement retenu dans la liste des 24 joueurs sélectionnés pour disputer la compétition à la suite de l'exclusion d'Hakim Miloudi.
En 2023, Ilias Bergal décide de représenter l'équipe nationale d'Algérie à sept pour tenter d’accrocher la qualification pour Paris 2024. L'Algérie remporte le tournoi de qualification pré-olympique "Africa Men's Seven", en battant en finale le Nigeria (24-5), à Mapou (Maurice) et dispute la phase finale qualificative au Zimbabwe,.
Puis en 2024, il passe au rugby à XV avec comme objectif la qualification pour la coupe du monde 2027. Il a honoré sa première cape internationale en équipe d'Algérie de rugby à XV le 3 février 2024 contre l'équipe du Sénégal lors d'un Test match en France.
Il est rappelé à l'intersaison 2025 par la sélection algérienne, afin de disputer la phase finale de la Coupe d'Afrique, faisant office de tournoi qualificatif de la zone Afrique pour la Coupe du monde 2027. Il est titulaire le 8 juillet 2025 contre la Côte-d'Ivoire pour le premier match des phases finales de la Coupe d'Afrique, à Kampala en Ouganda, victoire de l'Algérie 41 à 6. 

## Statistiques

### En club
| 2015-2016 | Saint-Estève XIII Catalan | Championnat de France | 14                            | 68                            | 17                            |                               |                               |
| 2016-2017 | Saint-Estève XIII Catalan | Championnat de France | 18                            | 68                            | 17                            |                               |                               |
| 2017      | Swinton Lions             | Championship          | 6                             | 20                            | 5                             |                               |                               |
| 2018      | Swinton Lions             | Championship          | 4                             | -                             | -                             |                               |                               |
| 2018      | Leigh Centurions          | Championship          | 12                            | 52                            | 13                            |                               |                               |
| 2019      | Toulouse XIII             | Championship          | 9                             | 56                            | 14                            |                               |                               |
| 2020      | Toulouse XIII             | Championship          | Annulé pour cause de pandémie | Annulé pour cause de pandémie | Annulé pour cause de pandémie | Annulé pour cause de pandémie | Annulé pour cause de pandémie |
| 2021      | Toulouse XIII             | Championship          | 8                             | 12                            | 3                             |                               |                               |
| 2022      | Toulouse XIII             | Super League          | 8                             | 12                            | 3                             |                               |                               |
| 2023      | Albi XIII                 | Championnat de France | 11                            | 50                            | 10                            |                               |                               |
| 2024      | XIII Baroudeur de Pia     | Championnat de France | 18                            | 72                            | 18                            |                               |                               |

### Avec le XV d'Algérie
Ilias Bergal compte 4 cape en équipe d'Algérie depuis 2024.
- Sélections par année : 1 en 2024 et 3 en 2025.

## Palmarès
- Collectif :
  - Vainqueur du Championship : 2021 (Toulouse).
  - Vainqueur de la Coupe de France : 2016[12] (Saint-Estève XIII Catalan).
  - Finaliste du Championnat de France : 2024 (Albi).

- Individuel : 
  - Meilleur espoir français 2018 par le site internet Treize Mondial[13].